# Статус IMA
Статус IMA визначає висновок щодо визнання мінералу Міжнародною мінералогічною асоціацією (IMA), після відповідних досліджень та експертиз.
Процес схвалення починається з публікації у рецензованому журналі статті, що описує фізичні властивості нового запропонованого мінералу. Ця пропозиція повинна бути розглянута Комісією з нових мінералів, номенклатури та класифікації (CNMNC), і якщо новий мінерал буде затверджений шляхом голосування, він стає офіційно визнаним, і отримує статус затвердженого.
Мінерали, розглянуті IMA, можуть мати такі статуси:
| Статус                                                           | Опис |
| ---------------------------------------------------------------- | --- |
| Затверджений (A)                                                 | Мінерали, визнані Міжнародною мінералогічною асоціацією (від 1959 року) |
| Дійсний — вперше описаний до 1959 року (до IMA) — «успадкований» | Мінерали, опубліковані та визнані дійсними до створення IMA в 1959 році (не потребують затвердження IMA, достатньо публікації в рецензованому журналі). Більшість основних мінералів, відомих на сьогодні, належать до цієї категорії. |
| Сумнівний                                                        | Мінерал визнається дійсним (зазвичай початковий статус «успадкований»), але з певним рівнем сумнівів і з необхідністю нової експертизи.                                                                                                |
| Затверджений, перевизначений                                     | Мінерали, затверджені IMA, але із суттєвим перевизначенням в рамках повторної експертизи |
| Затверджений, перейменований (A′)                                | Мінерал, який був затверджений (або перезатверджений) з новою назвою. |
| Безіменний, дійсний                                              | Мінерал, який визнано, але який ще не має офіційної назви. |

Мінерали, які не затверджені IMA або очікують на затвердження, можуть мати такі статуси:
| Статус                                | Опис |
| ------------------------------------- | --- |
| Дискредитований                       | Статус мінералу, визнання якого IMA скасовано (помилка в назві, відхилений тип, відкликано заявку тощо). |
| Відхилений                            | Пропозиція відхилена за результатами голосування CNMNC IMA. |
| Не затверджений                       | На даний момент мінерал не затверджений, без будь-якої додаткової інформації щодо статусу. |
| Очікує на затвердження                | На даний момент мінерал чекає на затвердження. |
| Немає дати                            | Немає дати затвердження. |
| Назва групи                           | Офіційна назва групи мінералів. |
| Гіпотетичний мінерал                  | Деякі назви даються гіпотетичним (передбаченим) кінцевим членам груп мінералів, які (досі) не зустрічаються в природі, або аналогам мінералів, які були створені людиною, але які ще не знайдені у природних умовах.                                        |
| Проміжний член серії твердих розчинів | Деякі назви зберігаються з історичних причин, хоча вони не дотримуються правила 50/50 для розрізнення видів мінералів у серії. |
| Опублікований, без затвердження       | Мінерал, який не був затверджений, незважаючи на те, що він опублікований і описаний у рецензованому журналі (або тому, що автор не хотів затверджувати мінерал, або тому, що не було достатньо інформації для завершення процесу офіційного затвердження). |
| Безіменний, не дійсний                | Мінерал, який, ймовірно, буде недійсним і ще не був названий публічно. |